# Szálerősítésű beton
A szálerősítésű beton a szerkezeti anyagok csoportján belül a kompozitok osztályába tartozik, azon belül pedig a rövid szálas kompozitok közé, ahol a szálak a szerkezet vagy keresztmetszet méreteihez képest viszonylag rövidek, véletlen és homogén eloszlásúak (szemben a vasbetonnal, ahol nagyobb, hosszú, rendezett vasrudakat alkalmaznak) és különféle anyagúak és alakúak lehetnek. A hozzákevert szálak szerepe elsősorban a beton duktilitásának illetve törési energiájának növelése.

## Történelmi előzmények
A szálerősítésű anyagok története egészen az ókorig nyúlik vissza, ahol a vályogot erősítették különféle állati vagy növényi szálakkal. Különböző anyagú szálakat már régebben is használtak a beton erősítésére: szívósságának, törőszilárdságának, fáradási szilárdságának, növelésére, repedésáthidaló képességének fokozására. A rómaiak szalmát vagy hajat kevertek betonszerű anyagukhoz, hogy a repedések keletkezését megelőzzék.

## Acélszálakkal erősített beton

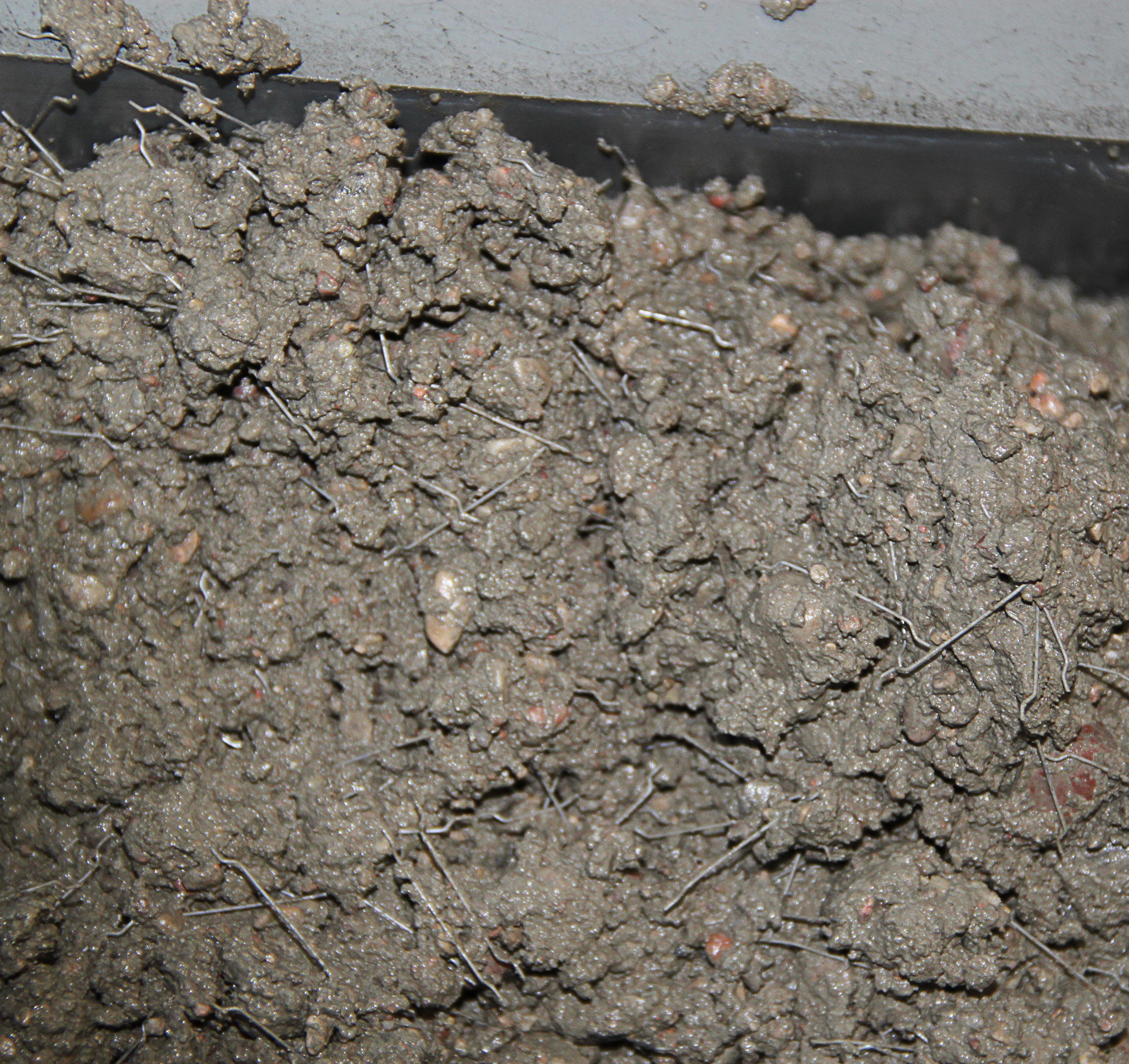
Acélszálakkal erősített beton

A beton esetében a szálerősítés alkalmazása 1874-ben kezdődik, amikor A. Berard (USA, Kalifornia) szabadalmat adott be a beton szabálytalan acélhulladékkal történő megerősítésére. Ezt számos további szabadalmi bejelentés követte. Ma 25–50 mm hosszú, 0,5–1,0 mm vastag acélszálakat („acélhajat”) alkalmaznak erre a célra. Az acélszálak bekeverésével nő a beton szívóssága (energiaelnyelő képessége), törési összenyomódása, fáradási szilárdsága, ütőmunka-bírása és repedésáthidaló képessége.

## Műanyagszálakkal erősített beton
A szálerősítésű beton az anyagtudományban változatlanul aktuális kutatási téma, de az anyagok fejlődésével az acélon kívül újabb és újabb anyagú és alakú szálakkal folynak kísérletek.
A nagyteljesítményű textilipari szálasanyagok előretörésével felmerült annak a lehetősége, hogy ezeket is felhasználják betonerősítés céljára. Polipropilén-, poliakrilnitril-, valamint üveg- és szénszálakat is használnak erre a célra. Ezek hatására csökken a friss beton képlékeny zsugorodásából származó repedések száma és tágassága, sőt a repedések teljesen meg is szűnhetnek, növekszik a friss beton állékonysága. Polipropilén-szál tartalom esetén javul a beton tűzállósága, mert a polipropilén 145–160 °C között elolvad és helyén pórusok maradnak vissza, amelyek csökkentik a betonban levő és a hőmérsékletnövekedés hatására elpárolgó víz gőznyomását. A poliakrilnitril viszonylag nagy nedvszívó képessége miatt előnyösen keverhető előnedvesített betonhoz, antisztatizálás és hatékony utókezelés érdekében. Az üvegszálak alkalmazása előnyös víz alatti betonozáskor, lőtt beton készítésekor csökkenti az anyagveszteséget (kimosódást), vízzáró beton készítésénél megakadályozza a nyersbeton szétosztályozódását. A betonba kevert szénszálak elsősorban nagy szakítószilárdságukkal és rugalmassági modulusukkal és korrózióállóságukkal javítják a beton minőségét. Újabban megjelentek poliolefin alapanyagú, mag/köpeny típusú bikomponens szálak is a betongyártásban, amelyek magja nagy szilárdságú, nagy rugalmassági (E-) modulusú komponens, az ezt körülvevő burkolat pedig a betonhoz való jó tapadást biztosítja.
Míg az acélszál erősítésű betonokat főleg betonpadlók, emellett pincefalak, síkalapok, alagútelemek, páncéltermek építésére használják, a műanyagszál erősítésű beton vakolatok, esztrich beton (aljzatbeton), lőtt beton és kis terhelésű ipari padlók, mederburkolatok készítésénél válik be. Újabb, igen magas minőségi színvonalú szintetikus makroszálakkal már készültek betonszerkezetek, ahol a betonacélt kiváltották, mint például a szegedi 1-3 sz. villamospálya, a budapesti 18-as villamospálya esetében, illetve a nemzetközileg is egyedülálló debreceni stadion előregyártott tribünelemeinél. A megfelelő szálak kiválasztását számos kutatás előzte meg, amelyek során összehasonlították a hazai gyártású szálak teljesítőképességét.

## A szálerősítésű betonok csoportosítása
Anyaguk szerint az ACI 544 4 fő csoportra osztja a szálakat, míg a polipropilén szálakat geometriai méretük alapján a brit BS EN 14889 szabvány másik két fő csoportra.
A brit irányelv szerinti csoportosítás másik célja a szálak repedés utáni hatásának figyelembevétele. Míg a mikroszálak szerepe elsősorban a beton szilárdulásakor keletkező mikrorepedések kialakulásának meggátlása, addig a makroszálak szerepe elsősorban a repedés után jelentkezik, a betont duktilisabbá teszik, aminek köszönhetően statikailag határozatlan szerkezeteknél a globális teherbírást meg tudja növelni (pl. ipari padlók), illetve szálerősítésű vasbeton szerkezeteknél a berepedt zóna is figyelembe vehető húzásra. Mivel a mikroszál (mono és fibrillált) statikailag nem erősíti a betont, így pontosabb a szálbeton elnevezés. A mikroszálak szerepe elsősorban a frissbeton tulajdonságainak javítása, illetve a megszilárdult beton tűzállóságának a növelése.

## A szálerősítésű betonok vizsgálata
A szálerősítésű betonok vizsgálata útvezérelt törőgépekkel történik, amely képes kimérni a törőteher utáni maradó ellenállást is. Leginkább egy vagy két pontban terhelt kéttámaszú gerenda vagy középpontban terhelt négyszögletes vagy kör alakú szálerősítésű beton paneleket vizsgálnak. A mért értékek a terhelő erő és a lehajlás vagy repedéstágasság (CMOD).